# Römerwein von Speyer

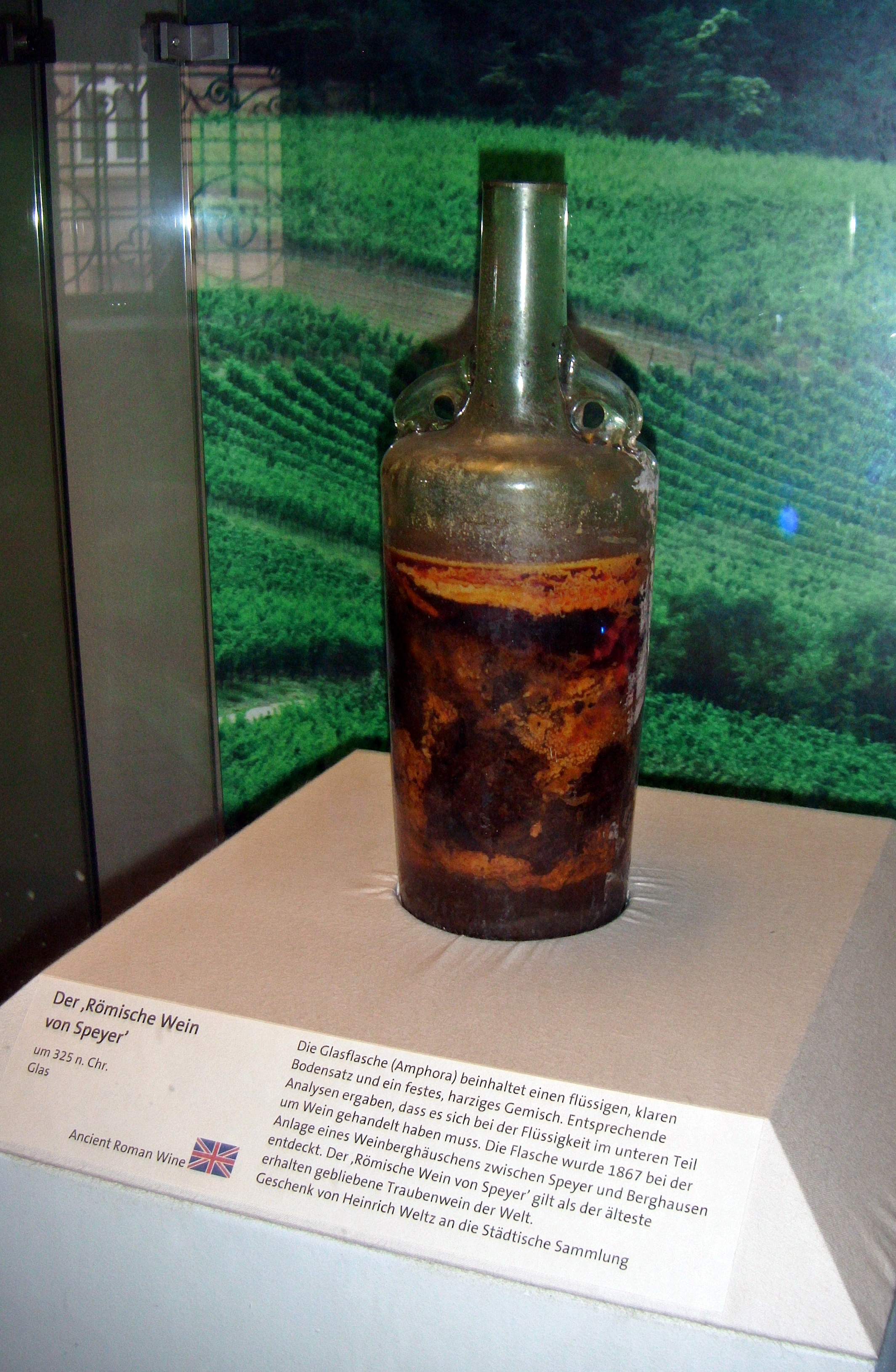
Der Römerwein von Speyer (um 325 n. Chr., Bodenfund 1867), gilt als ältester erhaltener Traubenwein der Welt

Der Römerwein von Speyer ist eine mit einer Flüssigkeit, vermutlich Wein, gefüllte Flasche, die 1867 bei Speyer gefunden wurde und als die älteste noch bestehende Flasche Wein bezeichnet wird. 2024 wurde im spanischen Carmona noch älterer römischer Wein entdeckt,  dieser befand sich allerdings mit menschlichen Überresten in einer Urne.

## Geschichte
Die etwa 1,5 Liter fassende Flasche mit an Amphoren erinnernden gelbgrünlichen Schultern und delfinartigen Henkeln wird auf das Jahr 325 oder 350 n. Chr. datiert und ist damit vermutlich die älteste ungeöffnete Weinflasche der Welt.
Seit ihrer Entdeckung wird sie im Weinmuseum des Historischen Museums der Pfalz in Speyer ausgestellt. Der Raum, in dem sie seit ihrer Entdeckung ausgestellt ist, wird wegen seiner Wand- und Deckenbemalung als Wappensaal bezeichnet und befindet sich im Untergeschoss des Südturms des Museums. Im Vergleich zu den auf das Jahr 6000 v. Chr. zurückgehenden ältesten Überresten von Wein, die sich allerdings nur in Form von pulverförmigen Niederschlägen erhalten haben, ist diese Flasche aber noch sehr jung.
Die Flasche wurde während einer Ausgrabung des Grabes eines Römers aus dem 4. Jahrhundert n. Chr. gefunden. Das Grab enthielt zwei Sarkophage mit den sterblichen Überresten eines Mannes und einer Frau. Möglicherweise war der Verstorbene ein römischer Legionär, dem der Wein als Wegzehrung auf die letzte Reise mitgegeben wurde. Von den sechs Weinflaschen in dem Sarkophag der Frau und den zehn Gefäßen im Sarkophag des Mannes enthielt nur eine nach wie vor eine Flüssigkeit.

## Konservierung
Obwohl der Wein inzwischen seinen Alkoholanteil verloren hat, zeigen Analysen, dass es sich zumindest bei einem Teil der Flüssigkeit um Wein gehandelt hat, welcher vermutlich in der Region des Fundorts produziert und mit einer Mixtur aus Kräutern angereichert worden war. Die Konservierung des Weines wird auf eine große Menge Olivenöl zurückgeführt, das dem Inhalt der Flasche beigemengt wurde, um Luft vom Wein fernzuhalten, sowie auf ein Heißwachssiegel.
Obwohl Wissenschaftler daran interessiert sind, die Flasche zu öffnen, um den Inhalt genauer zu untersuchen, blieb die Flasche über das Jahr 2011 hinaus verschlossen, weil unbekannt ist, wie die Flüssigkeit bei Kontakt mit Luftsauerstoff reagieren würde. Der Kurator des Museums, Ludger Tekampe, gibt an, dass er in den letzten 25 Jahren keine Veränderung des Inhalts beobachten konnte. Die Önologie-Professorin Monika Christmann der Hochschule Geisenheim sagte, dass der Wein mikrobiologisch vermutlich nicht verdorben sei, aber kaum eine Gaumenfreude sein könne.
Titus Petronius (um 27–66 n. Chr.) schrieb im Satyricon über mit Gips verschlossene Flaschen, die dieser Flasche ähneln. Die Verwendung von Glas für Weinflaschen war in der Antike unüblich, weil römisches Glas normalerweise zu zerbrechlich für die Verpackung von Getränken war.
Ebenfalls im Historischen Museum der Pfalz befindet sich auch die älteste noch komplett mit Wein gefüllte Weinflasche. Sie wurde im Jahr 1687 in einem Steinauer Weinberg in der Nähe von Naumburg abgefüllt.